# 上西里西亞鐵路

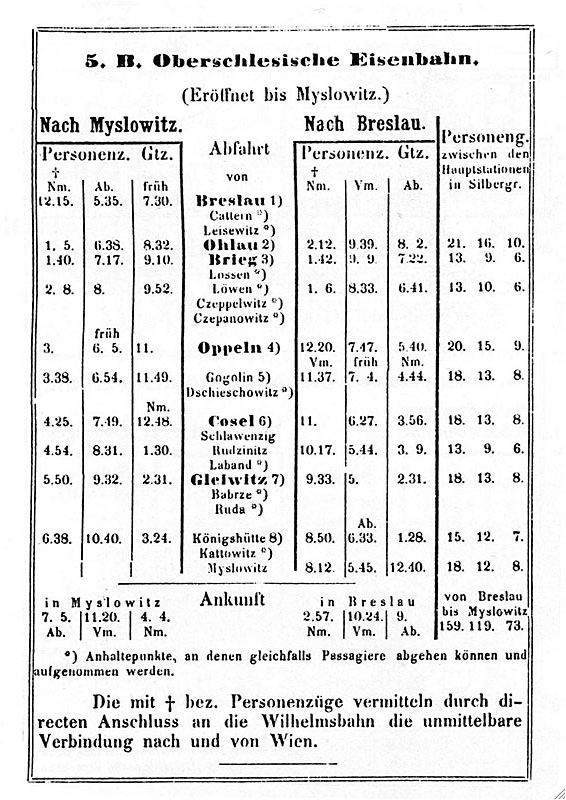
當上西里西亞鐵路在1848年10月與費迪南德皇帝北方鐵路連結後的客车运营時刻表。

上西里西亞鐵路（德語：Oberschlesische Eisenbahn，簡稱OSE）是西里西亞地區其中一條很早建成的鐵路和波蘭境內的第一條鐵路，他由位於下西里西亞的弗罗茨瓦夫（Breslau）開始至位於上西里西亞的梅斯沃維采結束。該鐵路的第一段在1842年建成啟用，而最後一段則於1846年啟用。

## 歷史
早在19世紀初，當時的普魯士政府便已經初步計劃在上西里西亞地區建設一條鐵路，但到了1841年這條鐵路才正式開始動工。該鐵路的建築方和運營方皆為擁有普魯士政府支持的私營公司「上西里西亞鐵路股份公司」（Oberschlesische Eisenbahn AG），而這條鐵路亦是波蘭第一條鐵路線。1842年，該鐵路由樂斯拉夫開始計劃繼續延伸至布熱格，中途將會經過奧瓦瓦。結果由樂斯拉夫至奧瓦瓦的上西里西亞鐵路首通段在1842年5月1日建成啟用，而於首通段行駛的列車也在同日正式運營，並使他成為現代波蘭領土中首趟開始營運的列車。隨後上西里西亞鐵路在同年8月延長至布熱格，並在1843年5月29日再度延伸至奧波萊。可是接下來該工程的速度開始減慢，並到了1845年11月2日才延展至下一站格利維采，而希維托赫洛維采站則在同月下旬開始啟用。其後該工程繼續平穩地進行，最終在1846年10月3日延長至卡托維治和梅斯沃維采，標誌著這條鐵路全部完工。當時該鐵路的長度為196.3公里（122英里），並為此建成了104座新橋。
上西里西亞鐵路大大地減少在上西里西亞地區的移動時間，因為當時使用驛站馬車需要幾天時間才可以穿越上西里西亞，但使用時速30至40公里的火車沿著鐵路通過該地區則只需要5至7小時。此外，使用鐵路比使用西里西亞水道能更快地穿越上西里西亞，而在1847年也曾估算過透過該鐵路運送大型貨物的時間與透過道路和水道的運送時間是相同的。
1846年9月1日，上西里西亞鐵路透過「下西里西亞-馬克鐵路」與奧得河畔法蘭克福相接，而該地亦可以透過另一條鐵路前往柏林。隨後運營方在1848年9月1日把該鐵路連結到當時奧地利帝國的「克拉科夫和上西里西亞鐵路」，並於同年10月13日與上述鐵路共同組成「華沙-維也納鐵路」。這條國際鐵路不但把柏林和維也納首次透過鐵路連結起來，也把華沙與波蘭舊都克拉科夫互相連接。
由於普魯士政府希望該鐵路的票價能夠固定在較低水平，以加快西里西亞地區的工業化，因此上西里西亞鐵路股份公司便在1857年被普魯士政府國有化，並最終於1883年被普魯士國家鐵路合併。

## 途徑車站
| 德文名稱    | 波蘭文名稱          | 中文名稱             |
| ----------- | ------------------- | -------------------- |
| Breslau     | Wrocław Górnośląski | 上西里西亞弗罗茨瓦夫 |
| Ohlau       | Oława               | 奧瓦瓦               |
| Brieg       | Brzeg               | 布熱格               |
| Löwen       | Lewin Brzeski       | 萊溫                 |
| Oppeln      | Opole Główne        | 奧波萊               |
| Gogolin     | Gogolin             | 戈戈林               |
| Kosel       | Kędzierzyn Koźle    | 肯傑任科茲萊         |
| Rudzinitz   | Rudziniec Gliwicki  | 魯齊涅茨             |
| Gleiwitz    | Gliwice             | 格利維采             |
| Zabrze      | Zabrze              | 扎布熱               |
| Ruda        | Ruda Śląska         | 魯達希隆斯卡         |
| Königshütte | Świętochłowice      | 希維托赫洛維采       |
| Kattowitz   | Katowice            | 卡托維治             |
| Myslowitz   | Mysłowice           | 梅斯沃維采           |